# Catálisis bifásica
La catálisis bifásica se basa en el uso de dos disolventes no miscibles, de forma que el sistema catalítico queda atrapado en una de las dos fases y los reactivos y productos quedan atrapados en la otra. La fase donde queda retenido el catalizador puede ser una fase orgánica polar, una fase acuosa, fluorada o un líquido iónico. Ambas fases son inmiscibles, por lo que la reacción se produce en la interfase o dentro de la fase catalítica. Las dos fases se pueden separar fácilmente por decantación permitiendo una fácil separación del producto deseado y el reciclado del catalizador. 
Las reacciones catalíticas bifásicas son ampliamente usadas para las síntesis catalíticas de productos orgánicos.
El proceso SHOP (Shell higher-olefin process) de oligomerización de etileno en α-olefinas fue el primer proceso catalítico comercial que se benefició de la tecnología de las dos fases líquido/líquido constituyendo el primer ejemplo industrializado y comercializado de catálisis bifásica. En este caso se utilizan dos fases orgánicas inmiscibles para separar el catalizador de los productos formados.
La catálisis bifásica presenta la ventaja de la posibilidad de reutilización del catalizador, la fácil separación de los productos y el grado de pureza con el que se obtienen dichos productos.

## Tipos de catálisis bifásica
Dependiendo de la fase donde queda retenido el catalizador se distinguen diversos tipos de catálisis bifásica:
- Disolvente orgánico/líquido iónico: En este caso se utiliza un líquido iónico como fase inmiscible, los líquidos iónicos son sales con baja o nula volatilidad, estabilidad térmica y alta conductividad iónica. Poseen una estructura formada por un catión orgánico (por ejemplo sal de imidazolio) asociado a un anión de elevado tamaño, por ejemplo:

Disuelven muy bien las especies iónicas, lo que los hace muy útiles para este tipo de catálisis. Se han utilizado este tipo de sistemas para dimerización de olefinas, hidrogenaciones e hidroformilaciones y en diferentes tipos de separaciones.
Este tipo de catálisis presenta la ventaja de que aprovecha los efectos del disolvente y que presenta una solubilidad modulable. El problema es el elevado coste de los líquidos iónicos y su eliminación una vez han sido utilizados.
Otro tipo de catálisis bifásica es aquella formada por un líquido iónico y un fluido supercrítico, como el dióxido de carbono supercrítico. En este caso no se precisa disolvente orgánico y la solubilidad es también modulable, pero vuelve a aparecer el problema del precio del líquido iónico además del equipo de alta presión necesario para el fluido supercrítico.
- Disolvente orgánico/disolvente perfluorado: Estos disolventes son muy útiles para la catálisis bifásica, ya que a temperatura ambiente no son miscibles con muchos disolventes orgánicos y conforme aumentamos la temperatura la miscibilidad va creciendo, de forma que se observa un máximo contacto entre el catalizador y el sustrato, si enfriamos el sistema vuelve a ser inmiscible y podemos separar los productos una vez se ha dado la reacción. También presenta multitud de aplicaciones en la industria, como la oligomerización de olefinas, oxidaciones, hidrogenaciones…

- Disolvente orgánico polar/disolvente orgánico apolar: Este sistema es menos utilizado, ya que exige el uso de ligandos polares para que el catalizador quede retenido en la fase polar.

- Disolvente orgánico/agua: Este tipo de catálisis bifásica es la más usada y la mejor desde el punto de vista sostenible, requiere el desarrollo de ligandos solubles en agua y permite una fácil separación del producto y el catalizador. Esta catálisis consigue una alta reactividad, una buena selectividad y la posibilidad de emplear reactivos sensibles al agua (fosgeno, sulfato de dimetilo…). Otra ventaja de este tipo de catálisis bifásica es su bajo precio y la posibilidad de reciclar el catalizador.

Para sustratos poco miscibles en agua la velocidad del proceso se ve muy reducida, también se ve limitada por la transferencia de masa.
Como se ha dicho, este tipo de catálisis Disolvente orgánico/agua requiere el uso de ligandos específicos para mantener el catalizador solubilizado en la fase acuosa, estos ligandos se pueden clasificar en dos grupos:
-Ligandos hidrosolubles: A su vez se pueden distinguir ligandos catiónicos ( con grupos amonio cuaternario), aniónicos ( con grupos sulfonato, carboxilato…) y ligandos neutros.
-Ligandos amfifílicos: Estos ligandos cambian su solubilidad dependiendo del valor de pH del medio.
Otro tipo de catálisis es aquella en la que el catalizador está presente en la fase acuosa y el producto lo está en dióxido de carbono supercrítico (como ocurría con los líquidos iónicos citados anteriormente), en este caso no es necesario utilizar un disolvente orgánico, lo que es una ventaja, pero existe el problema de la escasa capacidad de solvatación del dióxido de carbono .

## Reactores industriales
Para este tipo de catálisis se pueden utilizar diferentes tipos de reactores industriales:
- Tipo Batch.

- Continuo.

- Reactor de borboteo.

- Reactor de membrana : no hace falta que las fases sean inmiscibles.

## Aplicaciones industriales
La catálisis bifásica se está aplicando a multitud de reacciones, entre las que destacan las hidrogenaciones industriales, como las siguientes:
- Hidrogenación de ácidos carboxílicos insaturados (ácido sórbico).
- Hidrodesulfuración.
- Hidrogenación selectiva de aldehídos insaturados (3-metil-2-butenal).
- Reducciones sin hidrógeno: Hidrogenólisis bencílica y alílica.

Se utilizan también en otro tipo de reaciones como:
- Hidrodimerización.
- Formación de enlaces C-C.
- Hidroformilación.
- Hidrocarboxilación.